# Lavant (Tirol)
Lavant ist eine Gemeinde im Bezirk Lienz in Tirol in Österreich mit 357 Einwohnern (Stand 1. Jänner 2024). Die Gemeinde liegt im Gerichtsbezirk Lienz.

## Geographie
Lavant liegt im Südosten (Schattenseite) des Lienzer Talbodens östlich der Bezirkshauptstadt Lienz auf 675 m ü. A. Die Gemeinde umfasst 22,55 km², womit Lavant die zehntkleinste Gemeinde des Bezirks Lienz ist.

### Topographie
Das Gemeindegebiet von Lavant erstreckt sich von der Talniederung der Drau in rund 640 m ü. A. im Nordosten der Gemeinde über die Abhänge der Lienzer Dolomiten auf eine Höhe von rund 2700 Metern bis zur Grenze mit dem Bundesland Kärnten. Höchster Gipfel auf dem Gemeindegebiet ist die Große Keilspitze mit 2739 m ü. A. Daneben verfügt die Gemeinde mit dem Wilden Sender (2738 m ü. A.), der Kleinen Keilspitze (2712 m ü. A.), den Gamsköpfen (2695 m ü. A.), der Grubenspitze (2671 m ü. A.) und dem Hochstadel (2681 m ü. A.) über weitere Berge über 2500 Metern.
Neben der Drau fließen auf dem Gebiet von Lavant mehrere Gebirgsbäche, die die Nordflanke der Laserzgruppe entwässern. Neben dem Frauenbach, der im Osten des Gemeindegebietes einen mächtigen, flachen Schuttkegel bildet, sind dies der Dorfbach (auch Auerling- oder Talbach), der Tiefenbach, der Pernitzenbach, der Tiefenbach und der Haslerbach. Alle Bäche münden in die Auenlaue, die auf dem Gemeindegebiet von Nikolsdorf in die Drau mündet.

### Klima

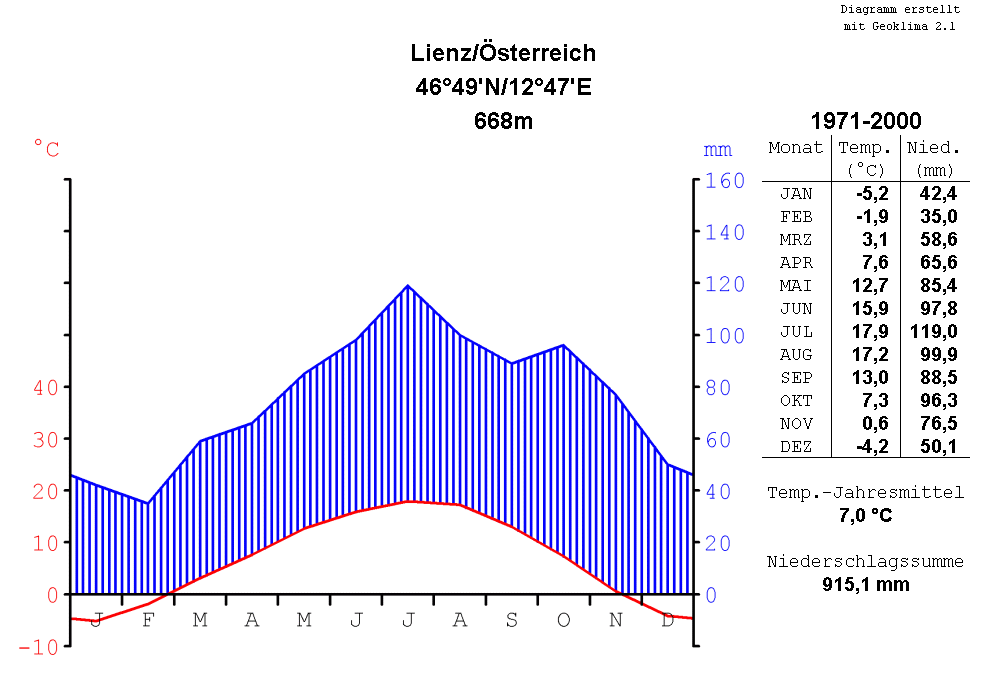
Klimadiagramm der benachbarten Bezirkshauptstadt Lienz

Da in Lavant keine Messstation existiert, fehlen exakte Aufzeichnungen über das Klima der Gemeinde. Es ist jedoch auf Grund der Nähe der Siedlungen zur Wetterstation in der Bezirkshauptstadt Lienz mit den dort gemessenen Klimadaten vergleichbar.
Der kälteste Monat des Jahres ist im Lienzer Becken der Jänner, die höchsten Temperaturen werden in den Sommermonaten Juli und August gemessen. Die höchsten Niederschläge fallen ebenfalls in den Sommermonaten, wobei der Monat Oktober fast ebenso niederschlagsreich ist. Nebel tritt im Lienzer Becken selten auf, jedoch bilden sich im Winter auf Grund von Inversionswetterlagen mächtige Kaltluftseen.

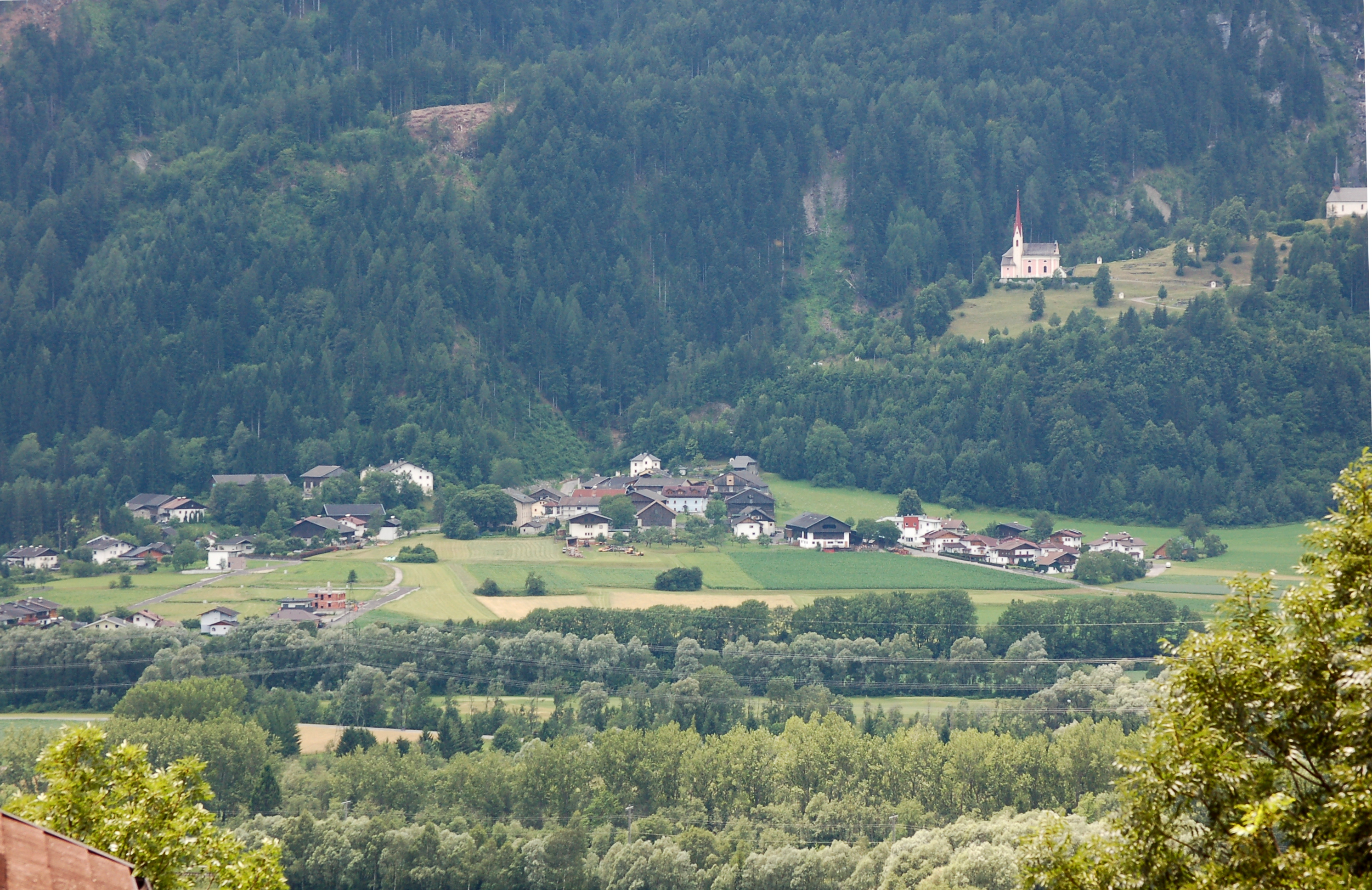
Blick auf Lavant von Norden

### Gemeindegliederung
Die Gemeinde Lavant besteht aus einer einzigen gleichnamigen Katastralgemeinde bzw. Ortschaft. Neben dem Dorf Lavant besteht die Gemeinde zusätzlich aus dem Weiler Wacht (647 m ü. A.).

### Nachbargemeinden
Lavant grenzt an vier Gemeinden, drei davon liegen im Bezirk Lienz, eine in Kärnten.
|          | Dölsach                                     |            |
| Tristach | Kompassrose, die auf Nachbargemeinden zeigt | Nikolsdorf |
|          | Lesachtal (Bezirk Hermagor)                 |            |

## Geschichte
Menschliche Spuren finden sich in Lavant seit der Jungsteinzeit. Der Kirchbichl, eine 810 m hohe Erhebung im Süden von Lavant war bereits zur Zeit der Kelten besiedelt. Auch in der Spätzeit des römischen Reiches war dieser markante Bergsporn besiedelt, der nur wenige Kilometer östlich der damals bedeutsamen Stadt Aguntum lag und in immer unruhigeren Zeiten Schutz bot.
Als die Goten im Jahr 406 Aguntum eroberten, wurde der dortige Bischofssitz auf den Kirchberg verlegt. Danach gewannen die Bistümer Aquileia und Salzburg immer größere Bedeutung und nach der Diözesaneinteilung Karls des Großen 811 scheint das Bistum nicht mehr auf.
Der Ortsname ist vermutlich slawischen Ursprungs und ist urkundlich im Jahr 1193 als „Lowat“ bezeugt. Seit 1381 standen die Herren von Lavant in Abhängigkeit zu den Görzer Grafen. Im Jahr 1444 wurde der Kirchbichl befestigt, wovon die Toranlage und auch die Reste der Burg auf der Hügelkuppe zeugen. Auf der Spitze des Kirchbichsteht heute eine dem heiligen Petrus und dem heiligen Paulus geweihte Kirche, etwas darunter steht die spätbarock umgebaute alte Kirche St. Ulrich.

## Bevölkerung

### Bevölkerungsstruktur
2012 lebten in der Gemeinde Lavant 298 Menschen, womit Lavant gemessen an der Einwohnerzahl die drittkleinste Gemeinde des Bezirks Lienz war. Nach der Volkszählung 2001 waren 97,5 % der Bevölkerung österreichische Staatsbürger (Tirol: 90,6 %), bis zum Jahresbeginn 2012 sank der Wert nur unbedeutend auf 96,3 % ab.
Der Altersdurchschnitt der Gemeindebevölkerung lag 2001 deutlich unter dem Landesdurchschnitt. 22,5 % der Einwohner von Lavant waren jünger als 15 Jahre (Tirol: 18,4 %), 61,4 % zwischen 15 und 59 Jahre alt (Tirol: 63,0 %). Der Anteil der Einwohner über 59 Jahre lag mit 15,7 % unter dem Landesdurchschnitt. Der Altersdurchschnitt der Bevölkerung von Lavant änderte sich in der Folge deutlich. Der Anteil der unter 15-Jährigen sank per 1. Jänner 2012 auf 16,8 %, während der Anteil der Menschen zwischen 15 und 59 Jahren auf 71,5 % stieg. Der Anteil der über 59-Jährigen sank hingegen auf 11,7 % ab.
Nach dem Familienstand waren 2001 52,8 % der Einwohner von Lavant 55,7 ledig, 36,4 % verheiratet, 5,7 % verwitwet und 2,1 % geschieden.

### Religion
Zur römisch-katholischen Kirche bekannten sich 2001 96,1 % der Einwohner (Tirol: 83,4 %), 1,8 % waren evangelisch, 2,1 % hatten kein religiöses Bekenntnis.

### Bevölkerungsentwicklung
Die Einwohnerzahl von Lavant war in den letzten 150 Jahren von starken Schwankungen geprägt. Ausgehend vom Jahr 1869 sank die Einwohnerzahl bis 1910 um 18 %, danach stieg die Bevölkerung wieder an und erreichte 1939 wieder etwas mehr als den Ausgangswert. Danach stürzte die Einwohnerzahl erneut um 27 % ab und markierte 1951 mit 168 Einwohnern den Tiefststand. In der Folge stieg die Bevölkerung nahezu sukzessive an, wobei es in den 1990er Jahren zum stärksten Anstieg kam.
Am 1. Jänner 2016 verzeichnete die Gemeinde Lavant mit 303 Einwohnern ihren bisherigen Höchststand, wobei das Wachstum im letzten Jahrzehnt aus einer leicht positiven Geburtenbilanz und einer leicht positiven Wanderungsbilanz resultiert. Im Gegensatz zum Bevölkerungswachstum im Bezirk Lienz bzw. im Land Tirol fiel das Bevölkerungswachstum von Lavant unterdurchschnittlich aus.

## Kultur und Sehenswürdigkeiten

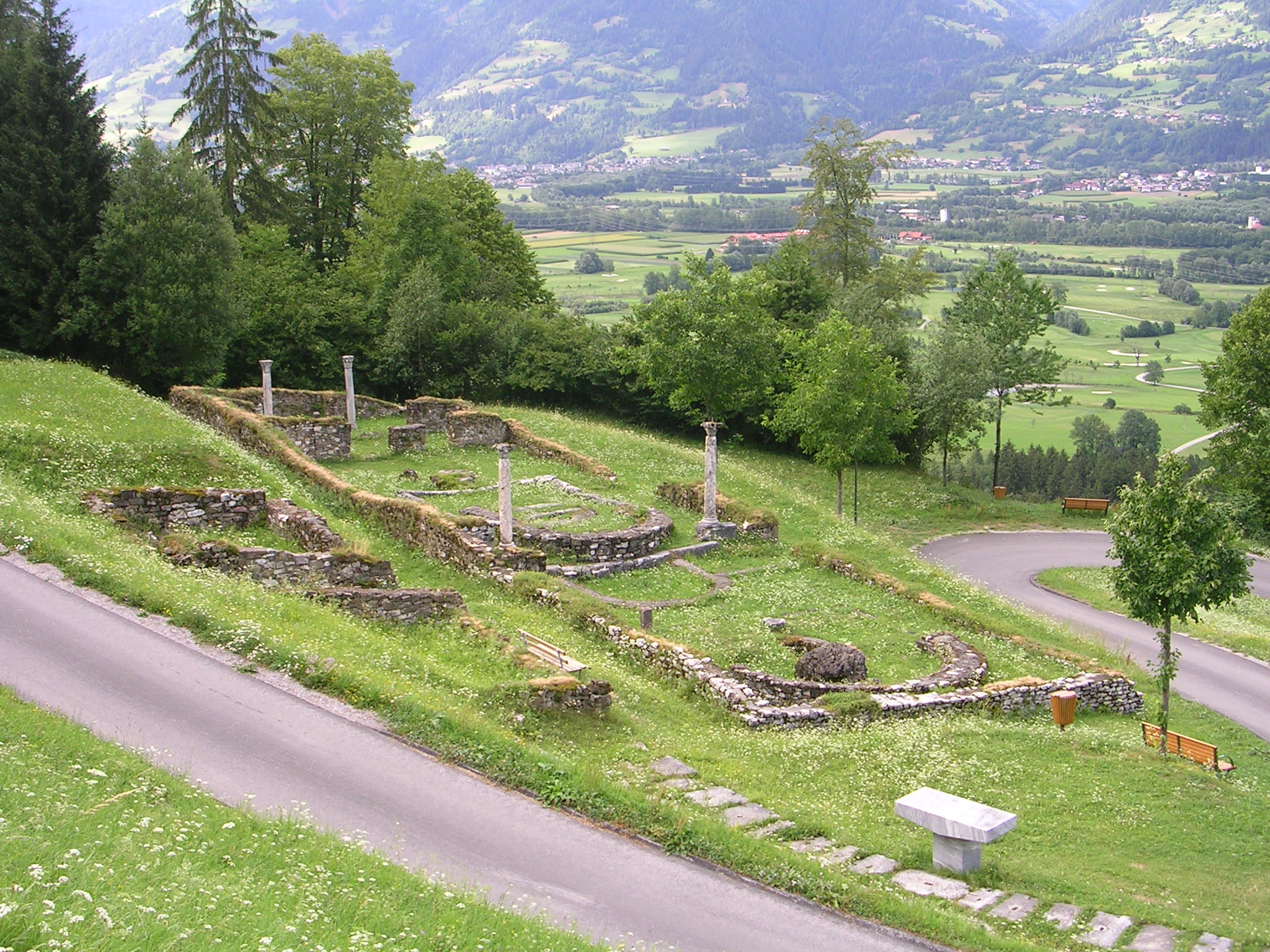
Lavanter Kirchbichl

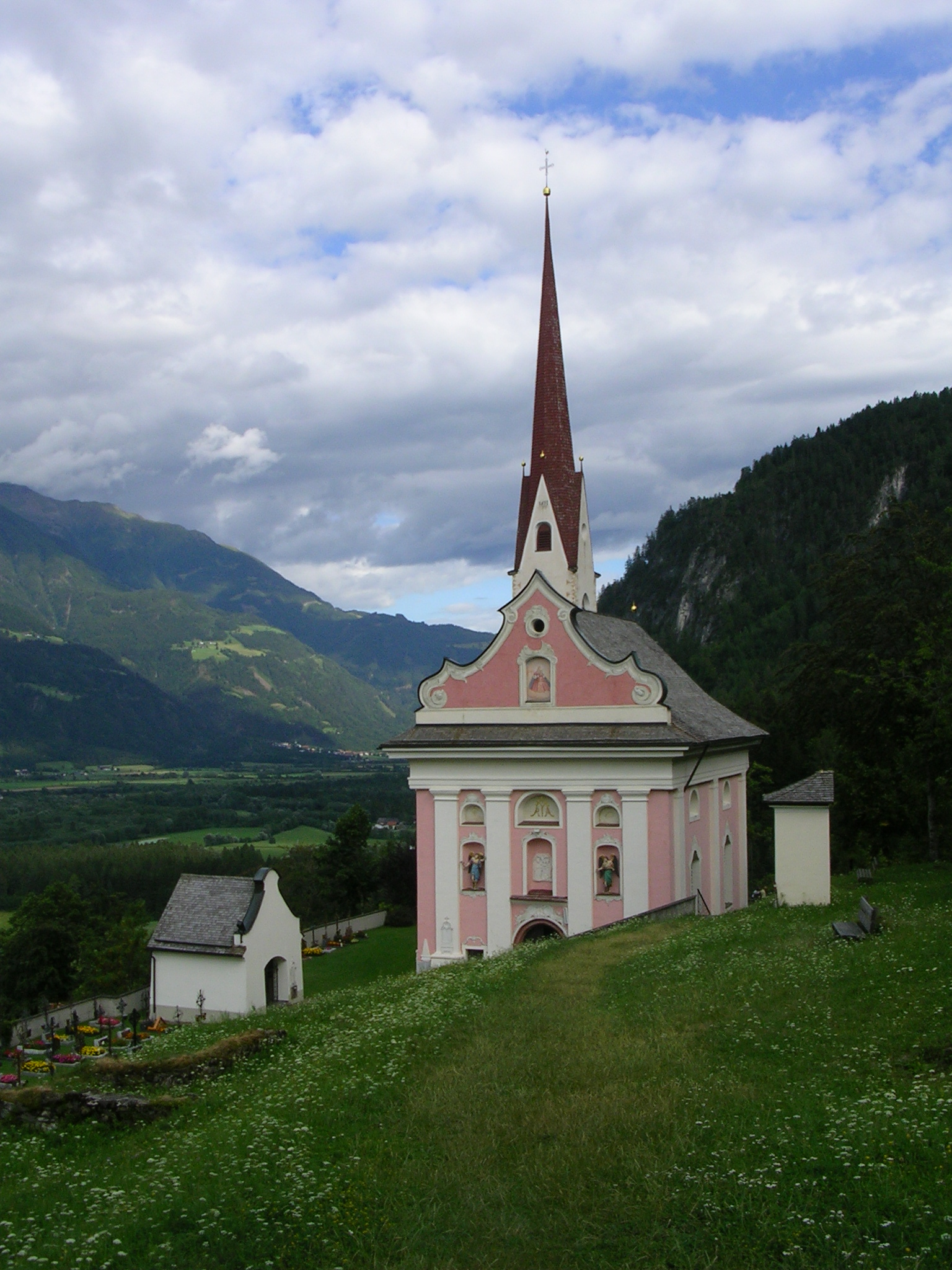
Kath. Pfarrkirche St. Ulrich

- Archäologisches Grabungsfeld Lavanter Kirchbichl
- Katholische Pfarrkirche Lavant hl. Ulrich
- Katholische Filialkirche St. Peter und Paul

## Wirtschaft und Infrastruktur

### Arbeitsstätten und Beschäftigte
Die im Rahmen der Volkszählung durchgeführte Arbeitsstättenzählung ergab 2001 in Lavant 17 Arbeitsstätten mit 99 Beschäftigten (ohne Landwirtschaft), wobei 93 % unselbständig Beschäftigte waren. Die Anzahl der Arbeitsstätten war dabei gegenüber dem Jahr 1991 um sechs Betriebe (plus 55 %) gestiegen, die Anzahl der Beschäftigten sogar um 44 Personen (80 %) gewachsen.
Wichtigster Wirtschaftszweig war 2001 gemessen an der Beschäftigungszahl das Bauwesen, wobei ein Unternehmen 32 Beschäftigte (32 % der Beschäftigungszahl) aufwies. Zweitstärkster Arbeitgeber war der Bereich „Bergbau und Gewinnung von Steinen und Erden“ mit zwei Unternehmen und 21 Beschäftigten (21 %) gefolgt von Bereich „Erbringung von sonstigen öffentlichen und persönlichen Dienstleistungen“ mit vier Arbeitsstätten und 18 Beschäftigten (18 %).
Von den 151 erwerbstätigen Einwohnern aus Lavant gingen 2001 lediglich 39 Personen in Lavant ihrer Beschäftigung nach. 112 mussten zur Arbeit auspendeln. Von den Auspendlern hatten 47 % ihre Arbeitsstätte im benachbarten Ballungszentrum Lienz. Weitere 24 % hatten im übrigen Bezirksgebiet eine Arbeitsstelle gefunden, weitere 13 bzw. 14 % pendelten nach Nordtirol oder in ein anderes Bundesland aus, einer der Einwohner musste ins Ausland auspendeln.

### Tourismus
Der Tourismus in Lavant hat für die Gemeinde eine wichtige wirtschaftliche Bedeutung, wenngleich viele Osttiroler Gemeinden wesentlich höhere Nächtigungszahlen aufweisen. Die Tourismusintensität (Übernachtungen pro Einwohner) ist im Sommer jedoch die zweithöchste im gesamten Bezirk. Lavant konnte im Tourismusjahr 2011/12 rund 42.000 Übernachtung zählen. Sowohl für die Wintersaison, als auch für die Sommersaison verzeichnete Lavant seit der Jahrtausendwende enorme Nächtigungssteigerungen. So stiegen die Übernachtungen in der Sommersaison zwischen 2000 und 2012 von 1.845 auf 30.641 Übernachtungen, in der Wintersaison zwischen 1999/2000 und 2011/12 von 1.667 auf 11.376 Übernachtungen. Von den 30.641 Übernachtungen im Sommer 2012 entfielen lediglich 12 % auf Österreicher, 79 % auf Deutsche und 6 % auf Schweizer.
Die enormen Steigerungen bei den Nächtigungszahlen sind auf das Golf & Resort Dolomitengolf zurückzuführen, das über eine im Jahr 2000 eröffnete 27-Loch Golfanlage verfügt. Hinzu kommen das Gasthaus Lavanterhof und mehrere Privatzimmervermieter. Insgesamt bestehen in Labant rund 200 Gästebetten. Heute gehört die Gemeinde wie alle übrigen Osttiroler Gemeinden zum Tourismusverband Osttirol, wobei Lavant in der „Ferienregion Lienzer Dolomiten“ organisiert ist.

### Verkehr und Infrastruktur
Lavant wird durch verkehrstechnisch von der Lavanter Straße L 318 erschlossen, die von Lienz über Tristach und Lavant bis nach Dölsach führt und an beiden Enden in die Drautalstraße B 100 mündet.
An das öffentliche Verkehrsnetz ist Lavant mittels Linienbussen der ÖBB-Postbus GmbH angeschlossen. Die Linie 4404 bindet Lavant an Werktagen rund zehn Mal an die Bezirkshauptstadt Lienz an, wobei die Fahrzeit 25 Minuten beträgt und die Streckenführung von Lienz über Nußdorf und Debant nach Stribach, Dölsach und Gödnach führt. Eine zusätzliche Verbindung der Postbus GmbH besteht mit der Linie 4406, die Lienz über Debant mit Dölsach und Nikolsdorf verbindet und ebenfalls rund zehn Mal an Wochentagen angesteuert wird.
Der nächstgelegene Anschluss an das Bahnnetz der Drautalbahn befindet sich in den Nachbargemeinden Lienz und Dölsach. Nächstgelegene Bahnstationen sind die Bahnhöfe in Dölsach bzw. Nikolsdorf der Drautalbahn.
Mit den benachbarten Gemeinden des Lienzer Beckens hat sich Lavant zum „Abwasserverband Lienzer Talboden“ zusammengeschlossen, wobei die Kanalisierung der Gemeinde bis auf den Ortsteil Wacht von 2000 bis 2001 abgeschlossen wurde. Der Abfall, der in der Gemeinde anfällt, wird über den Abfallwirtschaftsverband Osttirol (AWVO) entsorgt.

### Bildung
Die Volksschule in Lavant wurde 1782 als einklassige Volksschule eröffnet. Sie befand sich ursprünglich im Mesnerhaus und übersiedelte nach einem Brand 1875 in ein in Besitz der Gemeinde stehendes Gebäude. 1969 erfolgte der Neubau der Volksschule, wobei neben den zwei Volksschulklassen auch der Kindergarten im Gebäude untergebracht wurde. Im Jahr 2000 erfolgte eine Renovierung der Schule sowie eine Errichtung von Sportanlagen. Die Volksschule Lavant bezeichnet sich seit 1998 als „Die Dorfschule beim Talbach Lavant“. Sie wies zwischen den Schuljahren 2008/09 bzw. 2012/13 zwischen 22 und 33 Kinder pro Schuljahr auf. Die Hauptschüler besuchen die Sprengelhauptschule Debant, das nächstgelegene Gymnasium befindet sich in Lienz.

### Sicherheit und Gesundheitswesen
Nach der Brandkatastrophe 1875 wurde im Jahr 1879 eine Feuerordnung der Gemeinde Lavant in Kraft gesetzt. Dennoch dauerte es vermutlich auf Grund von Geldmangel bis zum 27. Oktober 1889, als im Beisein der 23 Gründungsmitglieder und dem damaligen Bezirksverbandsobmanns die Freiwillige Feuerwehr Lavant gegründet. Anfangs verfügte die Feuerwehr über eine zweispännige Landfahrspritze K 1600 und Ausrüstung wie Uniformen für 25 Mann. Das erste Hydrantennetz ging 1926 in Betrieb. Durch die Gemeindezusammenlegung 1939 wurde die Freiwillige Feuerwehr Lavant aufgelöst und als „Feuerwache Lavant“ unter das Kommando der Feuerpolizei Tristach gestellt. 1949 wurde die FF Lavant wieder selbständig. 1952 wurde das erste Feuerwehrhaus bezogen, und die erste Motorpumpe angekauft. Zwischen 1967/68 erfolgte der Ankauf des ersten motorbetriebenen Feuerwehrfahrzeuges. Heute verfügt die FF Lavant über ein Feuerwehrhaus sowie ein Kleinlöschfahrzeug und ein Tanklöschfahrzeug.
Bezüglich des Gesundheitswesen ist Lavant gemeinsam mit den Gemeinden Dölsach, Iselsberg-Stronach, Nikolsdorf und Nußdorf-Debant im „Sozialsprengel Nußdorf-Debant und Umgebung“ organisiert. Im Gesundheitssprengel werden beispielsweise Gesundheitsleistungen wie Alten- und Pflegehilfe, Heim- und Haushaltshilfe, Hospiz und Essen auf Rädern organisiert.

### Vereine
- Dolomitengolf
- Freiwillige Feuerwehr Lavant
- Jagdhornbläser
- Jagdverein
- Kirchenchor
- Landjugend
- Reitsportverein Pegasus
- Sportunion Lavant
- Lauentna Blech
- Obst- und Gartenbauverein

### Freizeit und Sport
- Eislaufplatz
- Fußballplatz
- Funcourtanlage mit Basketballarena
- Golfplatz:  27-Loch-Championship-Anlage vor der Kulisse der Lienzer Dolomiten („Dolomitengolf“)
- Kinderspielplatz
- Stockschießbahn
- Tennisplatz
- Turnsaal mit Indoor-Kletterwand
- Reitschule

## Politik

### Gemeinderat
Der Gemeinderat besteht aus elf Mitgliedern. Bei den Wahlen 2016 und 2022 trat jeweils nur eine Partei an:
- 11 Mandate: Dorfliste

### Bürgermeister
Zum Bürgermeister wurde Oswald Kuenz gewählt.

### Wappen
Das Wappen von Lavant wurde der Gemeinde am 13. April 1976 durch die Tiroler Landesregierung verliehen.

Die Blasonierung lautet:
„Von Silber und Grün schräglinks mit einer Stufe geteilt, darauf zwei bis zum oberen Schildrand reichende schwarze Säulen.“
Das Wappen versinnbildlicht den Lavanter Kirchbichl mit den ergrabenen Resten der frühchristlichen Bischofskirche.